# Kenacort y Valium 10
Kenacort y Valium 10 es el primer libro del poeta peruano Jorge Pimentel, publicado en diciembre de 1970 por las Ediciones del Movimiento Hora Zero.
"Kenacort y Valium 10" destaca nítidamente entre los libros publicados en el Perú por aquellos años gracias a su singular fuerza expresiva (de la cual es muestra el notable poema "Sinfonía en Marlene", donde se prefigura el inusual manejo del ritmo que desplegaría luego en toda su magnitud en el poemario de madurez Tromba de agosto de [1992].)
El libro además posee un curioso récord: tiene la dedicatoria más larga de la historia de la poesía peruana (unas doce páginas) donde agradece a diversos personajes, desde Rodolfo Hinostroza hasta Jean Paul Sartre, de Karl Marx a Leonardo Favio. Incluso llega a dedicar el mismo poema al venerable poeta Pablo Guevara y al grupo Led Zeppelin. Son los manifiestos incluidos en el libro, sin embargo, los que le conceden al volumen un carácter documental indispensable para cualquiera que tenga interés en la poesía peruana de los setenta.
Pimentel editó unos mil ejemplares de su ópera prima. En una entrevista brindada al profesor alemán Wolfgang A. Luchting en 1972 confesó que "vivía haciendo trueques con los ejemplares que le quedaban: un libro por una rasurada del barbero, un libro por algo de víveres al chino de la esquina". 

## Reedición
Kenacort y Valium 10 fue reeditado en 2016 bajo del título Hora Zero: Óperas Primas editado por Rodolfo Ybarra y Zachary de los Dolores. Fue colectado en este volumen con dos otros obras fundamentales del Movimiento Hora Zero, "Un Par De Vueltas por la Realidad" por Juan Ramírez Ruiz, y "En Los Extramuros del Mundo" por Enrique Verástegui.